# Nazionale femminile di hockey su pista della Spagna
La Nazionale di hockey su pista femminile della Spagna è la selezione femminile di hockey su pista che rappresenta la Spagna in ambito internazionale. Attiva dal 1991 opera sotto la giurisdizione della Federazione di pattinaggio della Spagna.

## Palmares
- Campionati del mondo: 8
1994, 1996, 2000, 2008, 2016, 2017, 2019, 2024
- Campionati d’Europa: 8
1995, 2009, 2011, 2013, 2015, 2018, 2021, 2023

## Partecipazioni ai principali tornei internazionali
- 1992 4º posto
- 1994  Campione
- 1996  Campione
- 1998 Quarti di finale
- 2000  Campione
- 2002  3º posto
- 2004  3º posto
- 2006  2º posto
- 2008  Campione
- 2010  3º posto
- 2012  2º posto
- 2014 Ottavi di finale
- 2016  Campione
- 2017  Campione
- 2019  Campione
- 2022  2º posto
- 2024  Campione

- 1991  3º posto
- 1993  2º posto
- 1995  Campione
- 1997  3º posto
- 1999  2º posto
- 2001  2º posto
- 2003  2º posto
- 2005  3º posto
- 2007  2º posto
- 2009  Campione
- 2011  Campione
- 2013  Campione
- 2015  Campione
- 2018  Campione
- 2021  Campione
- 2023  Campione